# Reprezentacja Libii w piłce siatkowej mężczyzn
Reprezentacja Libii w piłce siatkowej mężczyzn – narodowa reprezentacja tego kraju, reprezentująca go na arenie międzynarodowej
Największym sukcesem zespołu jest start na Mistrzostwach Świata w 1982 roku, gdzie drużyna zajęła ostatnie, 24. miejsce. W Mistrzostwach Afryki w 1979 roku zdobyła srebrny medal.
Na Mistrzostwach Afryki w 2023 roku zdobyli brązowy medal i dzięki temu zakwalifikowali się do Mistrzostw Świata 2025.

## Występy naMistrzostwach Świata
- MŚ '49-MŚ '78 – n/s
- MŚ '82 – 24. miejsce
- MŚ '86-'22 – n/s
- MŚ '25 –